# خورشید ارباب
خورشید ارباب (کره‌ای: 주군의 태양; لاتین‌نویسی اصلاح‌شده: Jugun-ui Taeyang) یک مجموعهٔ تلویزیونی کره جنوبی سال ۲۰۱۳ با بازی سو جی سوب و گونگ هیو جین است. این مجموعهٔ ترسناک کمدی-رمانتیک به نویسندگی خواهران هونگ است و از ۷ اوت تا ۳ اکتبر ۲۰۱۳، روزهای چهارشنبه و پنج‌شنبه ساعت ۲۱:۵۵ (کی‌اس‌تی) از اس‌بی‌اس برای ۱۷ قسمت پخش شد.

## بازیگران
- گونگ هیو جین در نقش ته گونگ-شیل[۷][۸][۹]
- سو جی سوب در نقش جو جونگ-وون[۱۰][۱۱][۱۲]
  - کیم میونگ-سو در نقش جوانی جو جونگ-وون[۱۳][۱۴][۱۵]